# Washington Luís Pereira de Sousa

Washington Luís Pereira de Sousa

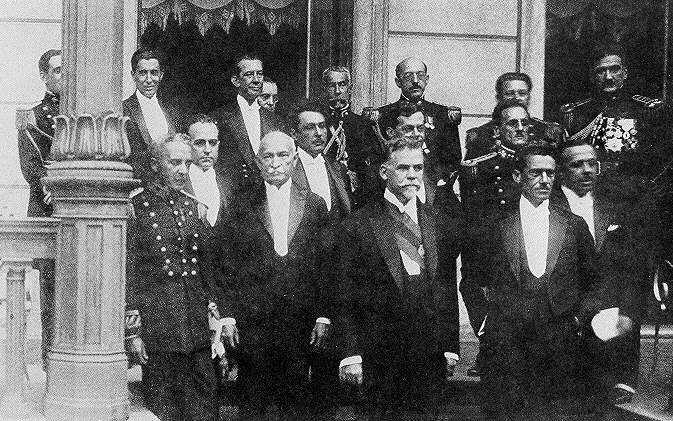
Washington Luís Pereira de Sousa und sein Kabinett 1926

Washington Luís Pereira de Sousa, portugiesische Aussprache [ˈwɔʃĩtõ luˈiz peˈɾejɾɐ dʒi ˈsowzɐ], (* 26. Oktober 1869 in Macaé, RJ; † 4. August 1957 in São Paulo) war ein brasilianischer Politiker (Partido Republicano Paulista). Er war von 1920 bis 1924 Gouverneur des Bundesstaates São Paulo und von 1926 bis 1930 der 13. Präsident der Vereinigten Staaten Brasiliens.

## Leben
Washington Luís Pereira de Sousa, kurz als Washington Luís bekannt, war der Sohn von Joaquim Luís Pereira de Sousa und Florinda Sá Pinto Pereira de Sousa. Er entstammte einer einflussreichen Familie des Kaiserreichs, zu der u. a. auch Pedro Luís Pereira de Sousa oder Francisco Belisário Soares de Sousa gehörten. Washington Luís studierte Rechtswissenschaften an der Rechtsfakultät in São Paulo. Seine politische Karriere begann er 1897 als Bürgermeister der Stadt Batatais. In der Folge war Pereira de Sousa in mehreren Ämtern des Bundesstaates São Paulo tätig, darunter als Justizminister des Staates São Paulo, Bürgermeister der Stadt São Paulo und dann Präsident des Bundesstaates São Paulo. Im Jahr 1925 wurde er in den brasilianischen Senat gewählt.
Im Jahr 1926 kandidierte Washington Luís gegen eine unorganisierte Opposition um das Amt des brasilianischen Präsidenten. Nach seinem Wahlsieg hob er den Ausnahmezustand, den sein Vorgänger verhängt hatte, auf. Jedoch schränkte er durch Zensur die Pressefreiheit ein; ebenso wurde die Versammlungsfreiheit begrenzt. In die Amtszeit Luís’ fiel die Weltwirtschaftskrise und damit verbunden die brasilianische Kaffeekrise. Die dramatisch gesunkene Kaffeenachfrage im Ausland führte zu einer hohen Verschuldung Brasiliens.
Als sich die Amtszeit Washington Luís’ im Jahr 1930 dem Ende zuneigte, versuchten er und die von ihm geführte Regierung, einen Präsidentennachfolger aus den Reihen der Kaffee-Oligarchie des Staates São Paulo zu etablieren. Am 1. März 1930 erfolgte die lancierte Wahl von Júlio Prestes de Albuquerque. Die Opposition weigerte sich, diese Wahl und damit die Niederlage ihres Kandidaten Getúlio Dornelles Vargas anzuerkennen. Sie verband sich mit dem ebenfalls durch die Kaffee-Oligarchie an den Rand gedrängten Militär. Es kam zu einem Militärputsch, der vom brasilianischen Bundesstaat Rio Grande do Sul aus auf die Hauptstadt Rio de Janeiro übergriff. Am 24. Oktober 1930 verweigerte Washington Luís in einer Regierungssitzung den Rücktritt, worauf hin das Militär ihn im Palácio Laranjeiras einkesselte, festnahm und schließlich ins Exil zwang.
Washington Luís Pereira de Sousa lebte nach seiner Entmachtung in den USA und in Europa. Erst 1947 kehrte er nach Brasilien zurück. Ein Angebot seiner Anhänger, in die Politik zurückzukehren, lehnte er jedoch ab.

## Politische Laufbahn
- Gemeinderat von Batatais – 1897–1898
- Intendente (gleichbed. mit Bürgermeister) von Batatais – 1898–1900
- Abgeordneter zum Landtag – 1904–1905
- Landessekretär für Sicherheit von São Paulo – 1906–1912
- Abgeordneter zum Landtag – 1912–1913
- Bürgermeister von São Paulo – 1914–1919
- Gouverneur des Bundesstaates São Paulo – 1920–1924
- Senator der Republik – 1925–1926
- Präsident Brasiliens – 1926–1930